# Otto Friese
Otto Friese (* 31. Dezember 1886 in Magdeburg; † 24. Juli 1947 in Bremen) war ein deutscher Gewerkschaftler, Politiker (SPD) und Verfolgter des Naziregimes.

## Leben
Friese stammte aus einfachen Verhältnissen einer sozialdemokratisch geprägten Familie. Von 1901 bis 1904 erlernte er den Beruf eines Tischlers, musste aber nach der Gesellenprüfung, bedingt durch eine Armverletzung, den Beruf aufgeben und arbeitete als Lackierer.
1905 wurde er Mitglied der SPD und der sozialdemokratisch orientierten freien Gewerkschaft. Bei diesen Organisationen besuchte er Kurse der Arbeiterbildungsausschüsse. 
1913 war er in Hamburg bei Blohm + Voss tätig und wirkte mit bei dem Bau des Schiffs Vaterland. 1914/15 war er wieder in Magdeburg für eine Patronenfabrik tätig. Ab 1915 war er Soldat an der Ostfront.
Nach dem Ersten Weltkrieg wurde er Vertrauensmann des Deutschen Metallarbeiter-Verbandes (DMV). Im Mai 1922 stieg er auf zum gewählten Geschäftsführer des Verbandes in Vegesack. 1924 wählte man ihn zum Vorsitzenden des Arbeiterbildungsausschusses der Gewerkschaft. 
1925 wurde er zum Mitglied der Stadtverordnetenversammlung der damals selbstständigen Stadt Vegesack im Land Bremen gewählt. Er widmete sich der Bildungspolitik und wurde 1927 Dezernent für die Volksschulen. Er war bis 1933 Sprecher der Stadtverordnetenversammlung und setzte sich für einen verstärkten sozialen Wohnungsbau ein, unterstützte den Bau eines Stadions und 1928 den Ankauf des Stadtgartengeländes Vegesack. 
1933 wurde er von den Nationalsozialisten aus politischen Gründen verhaftet. Er war im Arbeitserziehungslager Farge inhaftiert. Ab 1946 wirkte er bis zu seinem Tod im Ortsamt Vegesack.

## Ehrungen
- Die Otto-Friese-Straße in Bremen-Vegesack wurde 1952 nach ihm benannt.